# Morten Backhausen
Morten Backhausen (født 1. januar 1972 i Tjørring) er en dansk tidligere professionel golfspiller, og siden 2009 administrerende direktør for Dansk Golf Union.
I 1993 blev han amatør-europamester på Dalmahoy i Skotland, efter omspil med Lee Westwood. Samme år blev han kåret til "Årets Fund" af Team Danmark.
Fra 1995 til 2001 spillede han på den europæiske Challenge Tour, niveauet under PGA European Tour.

## Titler
- 1993 – European Amateur Championship
- 1993 – Årets Fund